# كارلوس فارغاس فيرير
كارلوس فارغاس فيرير (بالإنجليزية: Carlos Vargas Ferrer)‏ هو سياسي أمريكي، ولد في 28 يونيو 1971 في ماياجويز في الولايات المتحدة، وتوفي في 2 نوفمبر 2015 في سان خوان في الولايات المتحدة. حزبياً، نشط في Popular Democratic Party (Puerto Rico) ‏.